# كلاتو (قهاب رستاق)
كلاتو (بالفارسية: کلاتو) هي مستوطنة تقع في إيران في قسم قهاب رستاق الريفي.